# Grosser Schillerpreis
Der Grosse Schillerpreis der Schweizerischen Schillerstiftung war ein Schweizer Literaturpreis. Er wurde von 1920 bis 2012 in unregelmässigen Abständen vergeben und war seit 1988 mit 30.000 Franken dotiert. Mit dem Grossen Schillerpreis wurde das Lebenswerk von herausragenden Schweizer Schriftstellern aus allen vier Sprachregionen geehrt.
2012 wurde der Grosse Schillerpreis zum letzten Mal verliehen; er wurde durch die Schweizer Literaturpreise, darunter den Grand Prix Literatur, abgelöst, die der Bund seit 2012/13 verleiht. Die Schweizerische Schillerstiftung verleiht nach wie vor Auszeichnungen für ein Lebenswerk und für einzelne Werke sowie Förderpreise, differenziert nach den vier Schweizer Sprachregionen.

## Preisträger des Grossen Schillerpreises
- 2012: Peter Bichsel und Giovanni Orelli
- 2010: Philippe Jaccottet
- 2005: Erika Burkart
- 2000: Grytzko Mascioni
- 1997: Maurice Chappaz
- 1992: Hugo Loetscher
- 1988: Giorgio Orelli
- 1982: Denis de Rougemont
- 1973: Max Frisch
- 1960: Friedrich Dürrenmatt
- 1955: Gonzague de Reynold
- 1948: Meinrad Inglin
- 1943: Peider Lansel
- 1936: Charles Ferdinand Ramuz
- 1930: Jakob Schaffner
- 1928: Francesco Chiesa
- 1923: Philippe Godet
- 1922: Jakob Bosshart
- 1920: Carl Spitteler

## Preisträger des Schillerpreises
- 1924: Walther Siegfried
- 1938: Maurice Zermatten
- 1938: Charles-François Landry
- 1939: Charles-François Landry
- 1942: Pericle Patocchi und Alice Rivaz
- 1943: Jean-Georges Lossier
- 1944: Charles-François Landry
- 1949: Charles-François Landry
- 1950: Georges Méautis
- 1956: Maurice Zermatten
- 1957: Charles-François Landry
- 1960: Léon Savary
- 1961: Jean Starobinski und Jean-Pierre Monnier
- 1963: Jacques Chessex
- 1964: Pierrette Micheloud
- 1967: Jean Pache
- 1969: Alexandre Voisard
- 1971: Georges Haldas
- 1974: S. Corinna Bille
- 1976: Jean-Claude Fontanet
- 1977: Georges Haldas und Monique Laederach
- 1978: Mireille Kuttel
- 1978: Jean Pache
- 1979: Anne Cuneo
- 1980: Pierrette Micheloud und Jean-Pierre Monnier
- 1983: Nicolas Bouvier und Monique Laederach
- 1984: Catherine Safonoff
- 1985: Hugo Loetscher
- 1987: Peter Bichsel
- 1988: Amélie Plume
- 1989: Franz Böni
- 1992: Gisèle Ansorge
- 1995: Jean-Bernard Vuillème
- 1996: Yvette Z’Graggen
- 1998: Jean-Luc Benoziglio
- 1999: François Debluë
- 2000: Fabio Pusterla und Monique Laederach
- 2001: Jean-François Duval
- 2002: Noëlle Revaz
- 2003: Benoît Damon
- 2004: François Debluë
- 2005: Agota Kristof
- 2006: Jacques Probst
- 2007: José-Flore Tappy
- 2008: Jean-François Haas
- 2009: Pascale Kramer
- 2011: Thomas Sandoz
- 2012: Nicolas Verdan

## Verwandte Themen
Eine Jury der Schweizerischen Schillerstiftung entscheidet auch über den Schillerpreis der Zürcher Kantonalbank.
Auch deutsche Institutionen verleihen regelmässig Schillerpreise; so gibt es den Schiller-Gedächtnispreis des Landes Baden-Württemberg, den Schillerpreis der Stadt Mannheim, den Schillerpreis der Stadt Marbach am Neckar, den Schiller-Ring und andere Ehrengaben der Deutschen Schillerstiftung.